# Тацинец, Фёдор Иванович
Федор Иванович Тацинец (в разных документах использовалось написание как Тацинец, так и Татинец; псевдоним «Крот»; 1 января 1912, с. Келечин, жупа Мармарош, Венгерское королевство — 20 марта 1939, с. Соймы, Карпатская Украина) — член ОУН и «Пласта» на Закарпатье, поручик Карпатской Сечи, член генерального военного штаба ОНОКС, Хустский окружной комендант, организатор партизанского движения сопротивления против венгерской оккупации на территории Воливского округа.

## Биография
Федор Тацинец родился 1 января 1912 в селе Келечин (теперь Мукачевский район Закарпатской области). Осиротел в возрасте 8 лет.
В 1927 г. старший брат Михаил отправил его учиться в Ужгородскую учительскую семинарию, директором которой был его земляк Августин Волошин. В скаутском лагере познакомился с преподавательницей Стефанией Новаковской, под влиянием которой присоединился к ОУН.
1 июня 1930 года в Ужгороде, по заданию ОУН совершил покушение на одного из лидеров москвофильства в крае священника Евмения Сабова в тот день, когда москвофилы отмечали День русской культуры. Покушение было неудачное — исполнителя сразу схватила полиция. На процессе вину за организацию убийства взяла на себя Новаковская.
Осуждён чехословацким судом к одному году заключения, которое впоследствии было заменено на три года. После выхода на свободу работал учителем.
В 1938 — 1939 гг. поручик Карпатской Сечи, член генерального военного штаба ОНОКС, Хустский окружной комендант. В марте 1939 года организатор партизанского движения сопротивления против венгерской оккупации на территории Воливского округа.
Поверил в амнистию и сдался венграм после того, как Карпатская Сечь была разбита. Расстрелян венгерскими войсками 20 марта 1939 года в селе Соймы.
Старший брат Михаил и младший Юрий оказались в Галиции, где после прихода советских войск были арестованы НКВД. Оба посмертно реабилитированы в 1989 г.

## Память
17 марта 2013 в его родном селе Келечин установлена мемориальная доска.